# Соджу
Соджу (на корейски: 소주, 燒酒) е традиционна корейска алкохолна напитка. Близка е на вкус до традиционната водка. Алкохолното съдържание може да е от 20% до 45% (най-разпространен е вариантът с 20% алкохолно съдържание). Като напитка е бистра и безцветна. Въпреки че традиционно се приготвя от ориз, повечето съвременни производители добавят към рецептите сладки картофи или зърно (ечемик, пшеница).
Повечето марки соджу се произвеждат в региона на Андонг, но съществуват и соджу, произвеждани в други региони на Южна Корея или в други страни. Най-често се продава в бутилки по 375 ml. В Корея соджу е основната алкохолна напитка.

## Потребление
Въпреки че бирата, уиски и вино набират популярност, соджу остава най-популярната алкохолна напитка в Корея, поради нейната достъпност и ниска цена. Повече от 3 милиарда бутилки са консумирани в Южна Корея през 2004 г. През 2006 г. бе оценено, че средностатистическият възрастен кореец (над 20-годишен) е консумирал 90 бутилки соджу за 2006 г.